# Paul Blart 2 : Super Vigile à Las Vegas
Série
Paul Blart : Super Vigile
(2009)
Pour plus de détails, voir Fiche technique et Distribution.
Paul Blart 2 : Super Vigile à Las Vegas ou Paul Blart, flic du Mall 2 au Québec (Paul Blart: Mall Cop 2), est un film américain, sorti en 2015. Il s'agit de la suite de Paul Blart : Super Vigile.

## Fiche technique
- Titre original : Paul Blart: Mall Cop 2
- Titre français : Paul Blart 2 : Super Vigile à Las Vegas
- Titre québécois : Paul Blart, le flic du Mail 2
- Réalisation : Andy Fickman
- Scénario : Kevin James et Nick Bakay
- Photographie : Dean Semler
- Musique : Rupert Gregson-Williams
- Pays d'origine : États-Unis
- Genre : Action et comédie
- Date de sortie : 2015

## Distribution
- Kevin James (VF : Gilles Morvan ; VQ : Tristan Harvey) : Paul Blart
- Raini Rodriguez (VF : Charlyne Pestel ; VQ : Sarah-Jeanne Labrosse) : Maya Blart
- Neal McDonough (VQ : Daniel Picard) : Vincent Sofel
- Daniella Alonso (VQ : Annie Girard) : Divina Martinez
- Eduardo Verástegui (VF : Thomas Roditi ; VQ : Paul Sarrasin) : Eduardo Furtillo
- David Henrie (VF : Donald Reignoux ; VQ : Nicholas Savard L'Herbier) : Lane
- Shirley Knight (VF : Cathy Cerdà) : Margaret Blart
- Gary Valentine : Saul Gundermutt
- Ana Gasteyer : Mme Gundermutt
- Nicholas Turturro (VQ : Manuel Tadros) : Nick Panero
- D. B. Woodside (VF : Serge Faliu ; VQ : Gilbert Lachance) : Robinson
- Lauren Ash : Mindy
- Jackie Sandler (VF : Juliette Poissonnier) : Femme
- Steve Wynn : lui-même
- Paula Trickey : une serveuse
- Lorenzo James Henrie (VF : Olivier Podesta) : Lorenzo